# Дон Прокопио
Дон Прокопио (фр. Don Procopio) — комическая опера в двух актах композитора Жоржа Бизе на либретто Карло Камбьяджо, переведённое с итальянского на французский Полем Колленом и Полем Берелем. Сочинение было написано в 1859 году. Премьерный показ, сыгранный труппой оперного театра в Монте-Карло, состоялся 10 марта 1906 года.

## История создания
С 1857 по 1860 год Жорж Бизе жил, работал и стажировался в Италии. В 19 лет с оперой «Доктор Миракль» («Чудесный доктор») он победил на конкурсе в Риме. По условиям конкурса, победитель был обязан предоставить судьям отчетное сочинение. Познакомившись с комедией Карло Камбьяджо (1798 — 1880), Жорж Бизе принял решение сочинить оперу-буффа. Опера была написана им зимой 1858 — 1859 года. Композитор признался, что он попытался найти «свой голос», хотя в сочинении намеренно использовал «итальянскую стилистику». Судьи отметили прогресс в его творчестве, но в протоколе, подписанном Амбруазом Тома, опера была подвергнута критике и названа «опереттой». Амбруаз Тома предложил ему обратить внимание на духовную музыку. Тем не менее, Жорж Бизе отправил партитуру «Дона Прокопио» в Парижскую консерваторию, где сочинение было одобрено, но сама партитура утрачена. Её случайно обнаружили лишь в бумагах Даниэля Обера, директора консерватории, после его смерти в 1871 году. В 1894 году партитура была выкуплена у его наследников Парижской консерваторией.

## Постановки
Премьера в редакции Шарля Малерба состоялась в оперном театре в Монте-Карло, в княжестве Монако 10 марта 1906 года. «Дон Прокопио» был дан вместе с оперой Руджеро Леонкавалло «Паяцы». Затем произведение ставили в 1907 году в Барселоне и в 1908 году в Риме. Оригинальная версия была поставлена в муниципальном театре в Страсбурге 6 февраля 1958 года.
Запись на русском языке была сделана Владимиром Есиповом на ферме «Мелодия» в 1962 году. Опера была транслировать на итальянском на BBC, а в 1975 году по французскому радио.

## Действующие лица
| Роль                                      | Голос   | Первый исполнитель      |
| ----------------------------------------- | ------- | ----------------------- |
| Дон Прокопио, скупой старик               | бас     | Жан Перье               |
| Дон Одоардо, офицер, влюблённый в Беттину | тенор   | Шарль Руссельер         |
| Дон Эрнесто, брат Беттины                 | баритон | Максимильен-Николя Буве |
| Дон Андронико, дядя Беттины               | баритон | Виктор Шальмен          |
| Пасквино, слуга дона Андронико            | баритон | Паоло Ананьян           |
| Донна Беттина, племянница дона Андронико  | сопрано | Анжель Порно            |
| Донна Эуфемия, жена дона Андронико        | сопрано | Жанна Морле             |

## Сюжет

### Акт I
Слуги обсуждают перспективы брака молодой донны Беттины, которую её дядя, дон Андронико обещал в жены уродливому старику и скряге дону Прокопио. Жена дона Андроника, донна Эуфемия против этого брака и просит мужа пожалеть девушку. Но единственным аргументом для дона Андроника является то, что дон Прокопио очень богат, поэтому он убеждён, что старик является выгодной партией для молодой племянницы.
Сама же донна Беттина влюблена в молодого офицера, дона Одоардо. Под звуки марша появляются Одоардо и Эрнесто, брат Беттины. Втроём они решают расстроить предполагаемое замужество. Беттина, в присутствии старого скряги, не должна ничего делать, но только много говорить о том, как она предлагает потратить все его деньги после их свадьбы. Эрнесто рассказывает Одоардо о достоинствах сестры, но тот и сам уже успел их заметить.
Слуги начинают приготовления к свадебным торжествам, сплетничая о том, что старый скряга станет отцом прежде, чем закончится год. Это вконец настораживает дона Прокопио. Дон Андронико пытается оставить наедине Прокопио и Беттину, но старик убежден, что его заманивают в ловушку, чтобы заполучить его деньги.

### Акт II
Одоардо признается в любви к Беттине. Беттина, оставшись наедине с Прокопио, начинает напрашиваться ему в жены. Прокопио протестует, говорит, что он стар и уродлив, что страдает от всех болезней, характерных людям его возраста, что он страшно ревнив и любит пускать вход свою трость. Беттина напирает на него, говорит, что способна дать сдачи. Оскорбленный Прокопио называет её исчадием ада, ведьмой и гадюкой.
Эрнесто и Андронико ругают Прокопио за отказ жениться. Брат требует дуэли, дядя объяснений. Прокопио говорит, что Беттина слишком молода и не воспитана, а главное она истратит все его состояние. Андронико и Эрнесто называют Прокопио старым дураком. Прокопио бежит.
Андронико дает согласие на брак племянницы и молодого офицера. Беттина и Одоардо счастливы. Предстоящей свадьбе молодых рады все — дядя, тетя, брат и слуги.